# 8-й отдельный зенитный артиллерийский дивизион
8-й отдельный зенитный артиллерийский дивизион - воинская часть СССР в Великой Отечественной войне. Во время ВОВ существовало три формирования части с одним и тем же номером в составе РККА и один в составе Балтийского флота

## 8-й отдельный зенитный артиллерийский дивизион Северо-Западного фронта
Сформирован летом 1940 года в составе 24-го Латвийского стрелкового корпуса, за счёт личного состава латвийских вооружённых сил, на вооружении дивизиону были поставлены 8 76-мм зенитных орудий образца 1931 года.
В составе действующей армии во время ВОВ с 22 июня 1941 года по 24 мая 1942 года.
Входил в состав 183-й стрелковой дивизии и с июня по июль 1941 года повторил её боевой путь. В июле 1941 года из состава дивизии изъят, в августе 1941 года, оказавшись в районе Новгорода был включён в состав Новгородской оперативной группы, действует под Новгородом очевидно до конца 1941 года. В 1942 году обеспечивает зенитным прикрытием войска 34-й армии в ходе Демянской операции
Обращён на формирование 467-го отдельного зенитного артиллерийского дивизиона 24 мая 1942 года.
На 22 июня 1941 года командовал дивизионом подполковник Гусев Г.Ю.

### Подчинение
| Дата            | Фронт (округ)         | Армия                                     | Корпус                 | Дивизия                  | Бригада | Примечания        |
| --------------- | --------------------- | ----------------------------------------- | ---------------------- | ------------------------ | ------- | ----------------- |
| 22.06.1941 года | Северо-Западный фронт | 27-я армия                                | 24-й стрелковый корпус | 183-я стрелковая дивизия | -       | -                 |
| 01.07.1941 года | Северо-Западный фронт | 27-я армия                                | 24-й стрелковый корпус | 183-я стрелковая дивизия | -       | -                 |
| 10.07.1941 года | Северо-Западный фронт | 11-я армия                                | -                      | 183-я стрелковая дивизия | -       | -                 |
| 01.08.1941 года | Северо-Западный фронт | 11-я армия                                | -                      | -                        | -       | -                 |
| 01.09.1941 года | Северо-Западный фронт | Новгородская армейская оперативная группа | -                      | -                        | -       | -                 |
| 01.10.1941 года | Северо-Западный фронт | Новгородская армейская оперативная группа | -                      | -                        | -       | -                 |
| 01.11.1941 года | Северо-Западный фронт | -                                         | -                      | -                        | -       | нет точных данных |
| 01.12.1941 года | Северо-Западный фронт | -                                         | -                      | -                        | -       | нет точных данных |
| 01.01.1942 года | Северо-Западный фронт | -                                         | -                      | -                        | -       | -                 |
| 01.02.1942 года | Северо-Западный фронт | 34-я армия                                | -                      | -                        | -       | -                 |
| 01.03.1942 года | Северо-Западный фронт | 34-я армия                                | -                      | -                        | -       | -                 |
| 01.04.1942 года | Северо-Западный фронт | 34-я армия                                | -                      | -                        | -       | -                 |
| 01.05.1942 года | Северо-Западный фронт | 34-я армия                                | -                      | -                        | -       | -                 |

## 8-й отдельный зенитный артиллерийский дивизион Северо-Кавказского и Закавказского фронтов
Переименован 15 июня 1942 года из 31-го отдельного зенитного артиллерийского дивизиона 44-й и 47-й армий
Действовал в районе Новороссийска
В составе действующей армии с 15 июня 1942 года по 12 октября 1942 года.
Обращён на формирование 591-го зенитного артиллерийского полка 12 октября 1942 года

### Подчинение
| Дата            | Фронт (округ)           | Армия | Корпус | Дивизия | Бригада | Примечания |
| --------------- | ----------------------- | ----- | ------ | ------- | ------- | ---------- |
| 01.07.1942 года | Северо-Кавказский фронт | -     | -      | -       | -       | -          |
| 01.08.1942 года | Северо-Кавказский фронт | -     | -      | -       | -       | -          |
| 01.09.1942 года | Северо-Кавказский фронт | -     | -      | -       | -       | -          |
| 01.10.1942 года | Закавказский фронт      | -     | -      | -       | -       | -          |

## 8-й отдельный зенитный артиллерийский дивизион 8-й танковой дивизии
В июле 1940 года переформирован из 269-го отдельного зенитного артиллерийского дивизиона 49-го стрелкового корпуса во Львове.
На 22 июня 1941 года дислоцировался в пригороде Львова.
В составе действующей армии во время ВОВ с 22 июня 1941 года по 20 сентября 1941 года.
Являлся зенитным дивизионом 8-й танковой дивизии, повторил её боевой путь.
20 сентября 1941 года переформирован в отдельный зенитный дивизион 130-й танковой бригады

### Подчинение
Смотри статью о 8-й танковой дивизии.

## 8-й отдельный зенитный артиллерийский дивизион ПВО Балтийского флота
Сформирован как 5-й отдельный зенитный артиллерийский дивизион в составе двух батарей в сентябре 1941 года в Кронштадте. 14 февраля 1942 года переименован в 8-й отдельный зенитный артиллерийский дивизион  и весной 1942 года, перевезён  на остров Сескар .
Впоследствии дивизион стал четырёхбатарейным; в его состав вошли прожекторный взвод и радиолокационная станция «Редут». За время войны дивизион сбил восемь вражеских самолётов.
В составе действующей армии во время ВОВ с 10 сентября 1941 года по 9 мая 1945 года.
Командир дивизиона капитан Е.А. Никитин